# Juan Bautista Sachetti

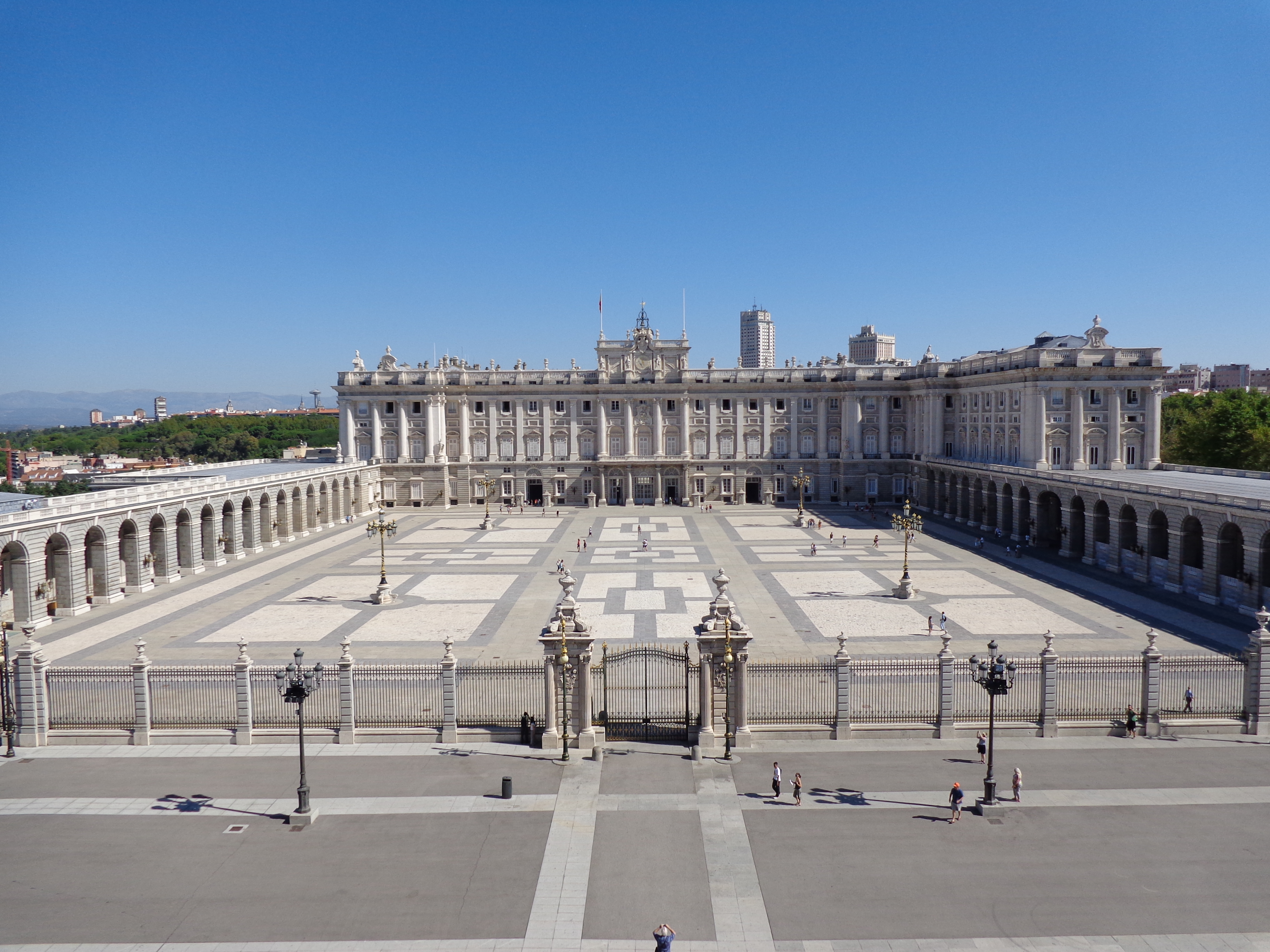
Palacio Real de Madrid.

Juan Bautista Sacchetti (o Sachetti), Giovanni Battista Sacchetti de nacimiento (Turín, 17 de marzo de 1690 – Madrid, 3 de diciembre de 1764), fue un arquitecto italiano.

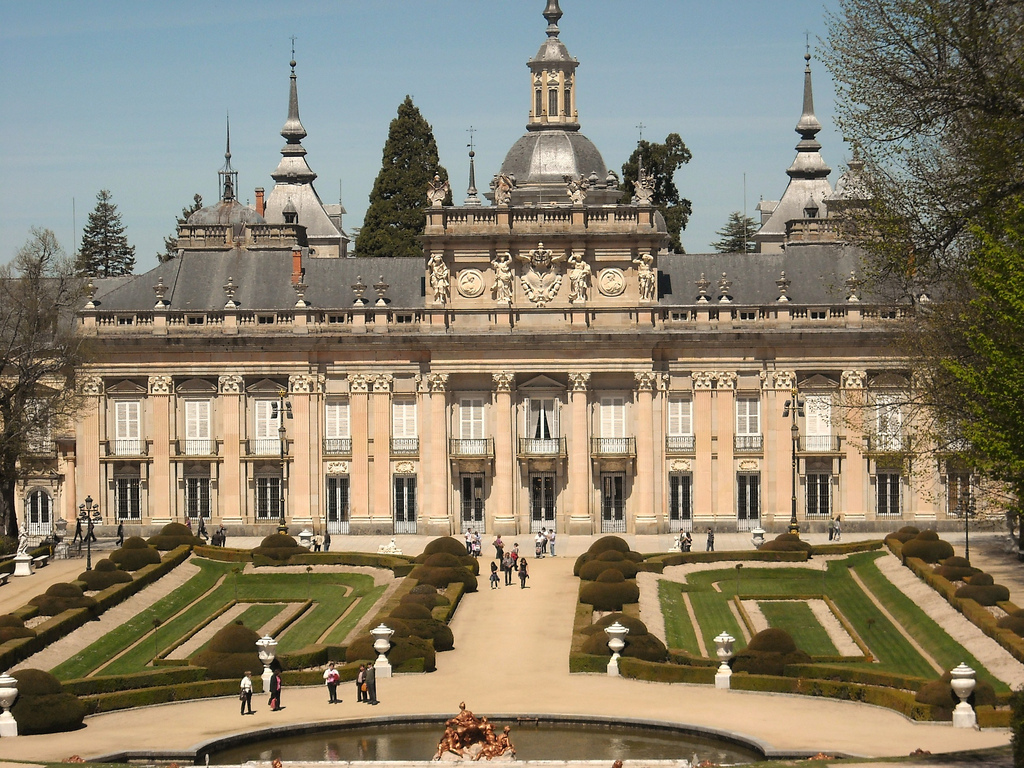
Palacio de La Granja de San Ildefonso.

## Biografía
Discípulo de Filippo Juvara, llegó a España en 1736 para trabajar en el Palacio de La Granja de San Ildefonso, pero poco después fue llamado por el rey Felipe V a la corte, para continuar con las obras del Palacio Real de Madrid tras la muerte de Juvara. Por este motivo, fue nombrado maestro mayor de las obras reales, cargo que desempeñó entre 1736 y 1760. También ocupó el cargo de director de la Real Academia de Bellas Artes de San Fernando y maestro mayor de obras de la Villa y Corte de Madrid, desde 1742 hasta su muerte.
En estos años, emprendió la reforma del Teatro del Príncipe y el Teatro de la Cruz. Entre sus proyectos están también la Catedral de la Almudena, el viaducto de la calle Bailén y el Convento de las Salesas Reales, ninguno de los cuales llegó a desarrollar.